# Nhà thiết kế thời trang
Nhà thiết kế thời trang (tiếng Anh: fashion designer) hay nhà tạo mốt (tiếng Pháp: modéliste) là người làm nghề tạo mẫu, chịu trách nhiệm thiết kế mẫu trang phục (tức các dạng mẫu vải khác nhau) để hiện thực hóa một bản phác thảo thời trang hoặc bản vẽ kỹ thuật, thường là do nhà tạo mẫu thực hiện.
Trong phạm vi bài viết này cũng đề cập đến thợ cắt mẫu (quần áo, da mũ giày), tuy nhiên ở Việt Nam cụm từ "nhà tạo mẫu" thiên về làm công nghiệp nhiều hơn trong khi nhà thiết kế thời trang (nhà mốt) lại thiên về tạo nguyên mẫu nhiều hơn.
Dưới đây là một vài kỹ thuật cho phép ta chuyển từ bản vẽ thành tác phẩm:
- Dựng khuôn, trong đó bao gồm việc đặt khối lượng vải lên ma-nơ-canh;
- Trải trên mặt phẳng theo đó ta đối chiếu dữ liệu trên lý thuyết về cơ thể người và kiến thức về các số đo tiêu chuẩn;
- Phương pháp chuyển đổi bao gồm việc sử dụng và chuyển đổi một mẫu tương tự và có sẵn về hình dạng và khối lượng của nó

Thông thường, mẫu được tạo và sửa đổi bằng phần mềm CAD.

## Tại Việt Nam
Những năm gần đây, phần lớn nhà thiết kế thời trang Việt Nam chọn lối đi là dòng trang phục ứng dụng (ready-to-wear). Kiểu trang phục này thường chiếm số lượng áp đảo trong các show trình diễn. Bên cạnh các thiết kế lộng lẫy, đồ sộ về phom dáng giúp phô bày kỹ thuật cao cấp tinh xảo vẫn có mặt trong các bộ sưu tập theo mùa, thì tỷ trọng của dòng thời trang ready-to-wear vẫn chiếm vị trí chủ đạo.
Hiện tại, việc mời tài trợ cho các show diễn thời trang không phải là việc đơn giản ở trong nước. Hầu hết các nhà mốt đều phải "tự thân vận động" nhờ năng lực kinh doanh và sự ủng hộ từ các ban ngành, chính quyền nơi tổ chức buổi diễn thời trang.
Danh sách dưới đây liệt kê một số nhà thiết kế thời trang tiêu biểu ở Việt Nam:
| Hình ảnh              | Họ và tên         | Năm sinh | Nơi sinh        | Học vấn                                                                        | Nhãn hiệu thời trang      | Năm hoạt động |
| --------------------- | ----------------- | -------- | --------------- | ------------------------------------------------------------------------------ | ------------------------- | ------------- |
|                       | Vũ Ngọc Tú        | 1975     | Quảng Bình      | Học viện Âm nhạc Huế                                                           | Vungoc&Son                | 2008–nay      |
|                       | Công Trí          | 1978     | Đà Nẵng         | Đại học Kiến trúc Thành phố Hồ Chí Minh                                        | CONG TRI                  | 2000–nay      |
|                       | Thủy Nguyễn       | 1981     | Hà Nội          | Đại học Mỹ thuật Việt Nam, Học viện Nghệ thuật và Kiến trúc Quốc gia (Ukraina) | Thuy Design House         | 1999–nay      |
|                       | Đỗ Mạnh Cường     | 1981     | Hà Nội          | Đại học Mỹ thuật Công nghiệp                                                   | DMC                       | 2007–nay      |
|                       | Đinh Trường Tùng  | 1983     | Thừa Thiên Huế  |                                                                                | Vungoc&Son                | 2008–nay      |
|                       | Lê Thanh Hòa      | 1985     | Bình Dương      | Đại học Kiến trúc Thành phố Hồ Chí Minh, Raffles Design Institute (Thượng Hải) | Lê Thanh Hòa, Acqua Gosto | 2007–nay      |
| Tập tin:Tran Hung.jpg | Trần Hùng         | 1988     | Yên Bái         | Đại học Mỹ thuật Công nghiệp                                                   | Tran Hung                 | 2017–nay      |
|                       | Chung Thanh Phong | 1988     | Đà Nẵng         |                                                                                | Rin by Chung Thanh Phong  | 2009–nay      |
|                       | Lý Quí Khánh      | 1990     | TP. Hồ Chí Minh |                                                                                |                           | 2010–nay      |